# 고렌시
고렌시(일본어: 御連枝 고렌시[*])는 에도 시대의 어삼가의 분가 즉, 여러 마쓰다이라 가문들 또는 혼간지(히가시혼간지, 니시혼간지) 출신 가문원을 이르는 말이다.
- 오와리 도쿠가와가(오와리번) 연지
  - 오쿠보 마쓰다이라가 - 시조: 마쓰다이라 요시마사(야나가와번 초대 번주, 오와리 번 제2대 번주 도쿠가와 미쓰토모의 서장자)
  - 요쓰야 마쓰다이라가 - 시조: 마쓰다이라 요시유키(다카스번 초대 번주, 도쿠가와 미쓰토모의 차남)
  - 가와다쿠보 마쓰다이라가 - 시조: 마쓰다이라 도모아키(도쿠가와 미쓰토모의 11남)
- 기슈 도쿠가와가(기슈번) 연지
  - 사이조 마쓰다이라가 - 시조: 마쓰다이라 요리즈미(사이조 번 초대 번주, 기슈 번 초대 번주 도쿠가와 요리노부의 3남)
  - 뉴 마쓰다이라가 - 시조: 마쓰다이라 요리모토(뉴번주, 기슈번 제2대 번주 도쿠가와 미쓰사다의 3남)
  - 가즈라노 마쓰다이라가 - 시조: 마쓰다이라 요시마사(가즈라노번주, 도쿠가와 미쓰사다의 4남)
- 미토 도쿠가와가(미토번) 연지
  - 다카마쓰 마쓰다이라가 - 시조: 마쓰다이라 요리시게(다카마쓰번 초대 번주, 미토번 초대 번주 도쿠가와 요리후사의 장남)
  - 모리야마 마쓰다이라가 - 시조: 마쓰다이라 요리모토[1](누카다번 초대 번주, 도쿠가와 요리후사의 4남)
  - 후추 마쓰다이라가 - 시조: 마쓰다이라 요리타카(후추번 초대 번주, 도쿠가와 요리후사의 5남)
  - 시시도 마쓰다이라가 - 시조: 마쓰다이라 요리오(시시도번 초대 번주, 도쿠가와 요리후사의 7남)

## 같이 보기
- 어가문
- 다카쓰카사 마쓰다이라가
- 몬요
- 고잇카